# Metagonimus yokogawai
Metagonimus yokogawai ist ein zu den Saugwürmern gehörender Parasit. Er gehört zur Familie Heterophyidae.
Dieser kleine Darmegel hat im adulten Stadium einen birnenförmigen Körper mit einer Größe von bis zu 2,5 × 0,75 mm. Die Eier liegen in einer Größenordnung von 27 × 16 μm. Die Larven schlüpfen im Wasser aus dem Ei und entwickeln sich in Wasserschnecken (Semisulcospira coreana oder Semisulcospira libertina) als erstem Zwischenwirt. Die Zerkarien können dann in verschiedene Fische gelangen. Unter anderem dienen Ayu, Tribolodon hakonensis, Tribolodon taczanowskii und Lateolabrax japonicus als zweiter Zwischenwirt. Werden diese dann nicht ausreichend gekocht, so gelangen sie in den Dünndarm des Menschen oder fischfressender Säugetiere.

## Erkrankung
Die Krankheit verläuft häufig asymptomatisch; bei massivem Befall zeigt sich Bauchschmerz bis hin zur Diarrhoe. Der Nachweis erfolgt im Stuhlgang. Die Eier ähneln denen des Chinesischen Leberegel oder auch denen des Katzenleberegels. Zur Behandlung wird Praziquantel eingesetzt, nachdem man früher auch Tetrachlorethen eingesetzt hatte.
Hauptverbreitungsgebiet ist der asiatische Raum mit China, Japan, Korea, Philippinen, aber auch die Balkanhalbinsel.